# Llista d'ocells del Solsonès
Aquesta llista d'ocells del Solsonès inclou el nom comú de totes les espècies d'ocells trobades al Solsonès ordenats alfabèticament: són un total de 235 espècies que actualment s'han detectat com a presents en algun moment al llarg de l'any i 9 espècies més que es considera probable que es trobin al Solsonès tot i que no s'ha constatat la seva presència de manera fefaent.
La llista també inclou les diferents formes de nom comú d'una espècie quan es dona aquesta circumstància. En aquests casos, la segona o tercera forma de denominació apareix entre parèntesis.

## A
- Abellerol (o picot terrer) (Estival)
- Agró blanc (Accidental)
- Agró roig (De pas)

Àguila blanca (o aufrany)
- Àguila calçada (Estival)
- Àguila cuabarrada (Sedentària)
- Àguila daurada (o àliga reial) (Sedentària)
- Àguila marcenca (Estival)
- Àguila pescadora (Accidental)

Aigüerola (o merla d'aigua)
Aguilot (o aligot comú)
Àliga reial (o àguila daurada)
- Aligot comú (o aguilot) (Sedentària) / (Hivernant)
- Aligot vesper (Estival)
- Alosa vulgar (Estival / (Sedentària)
- Ànec blanc (Accidental)
- Ànec collverd (o ànec gros) (Sedentària)
- Ànec cuallarg (Accidental)
- Ànec cullerot (De pas)
- Ànec griset (De pas)

Ànec gros (o ànec collverd)
- Ànec mandarí (Accidental)
- Ànec negre (Accidental)
- Ànec xiulador (De pas)

Arpella cendrosa (o esparver cendrós)
- Arpella pàl·lida (Estival / Hivernant / De pas)
- Arpella vulgar (De pas)

Arpellot cendró (o esparver cendrós)
- Astor (o astoret) (Sedentària)

Astoret (o astor)
Astoret (o esparver)
- Aufrany (o àguila blanca, o voltor egipci, o voltor petit) (Estival)

Avió (o ballester)

## B
- Ballester (o avió) (Estival)
- Balquer (o buscarla grossa, o rossinyol d'aigua, xitxarra dels matolls) (Estival)
- Bec d'alena (Accidental)
- Bec de serra gros (Accidental)
- Becada (o polla bruna) (Sedentària) / (Hivernant)
- Becadell comú (Hivernant) / (Accidental)
- Becadell sord (Hivernant) / (Accidental)
- Bernat pescaire (Sedentària) / (Hivernant)
- Bitó comú (Accidental)
- Bitxac comú (o cagamànecs) (Sedentària)
- Bitxac rogenc (De pas)
- Blauet (o blavet) (Sedentària) / (Hivernant)

Blavet (o blauet)
- Boscarla de canyar (Estival / De pas)
- Boscarla dels joncs (De pas)
- Boscaler comú (De pas)
- Boscarler pintat gros (De pas)
- Bosqueta vulgar (Estival)

Botxí garser (o capsigrany)
Botxí garser vermell (o capsigrany)
- Botxí meridional (o gaix botxí, o margassó) (Estival / Hivernant)
- Bruel (Sedentària) / (Hivernant)

Buscarla grossa (o balquer)

## C
Cabrota (o gamarús, o xibeca)
- Cabusset (Estival / Sedentària)
- Cabussó collnegre (Accidental)
- Cabussó emplomallat (Hivernant)
- Cadernera (Sedentària)

Cagamànecs (o bitxac comú)
- Calàndria (Estival)
- Cames llargues (De pas)

Canadenc (o abellerol)
Canadiensia (o abellerol)
Capellanet (o ferrerico de capell, mallerenga emplomallada)
Capser (o capsigrany)
- Capsigrany (o botxí garser, o botxí garser vermell, o capser, o capsot) (Estival)

Capsigrany roig (o escorxador)
Capsot (o capsigrany)
Capsot d'esquena roja (o escorxador)
- Cargolet (Sedentària)
- Cercavores (Hivernant)

Cerdà (o griva cerdana)
- Cigne mut (Accidental)
- Cigonya blanca (De pas)
- Cigonya negra (De pas)

Cip cip (o hortolà negre, o hortolà cellard, sit negre)
- Cogullada fosca (Sedentària)

Cogullada petita (o cotoliu, o llausetina)
- Cogullada vulgar
- Còlit gris (o Cul blanc) (Estival)
- Còlit ros (o cul blanc) (Estival)
- Colltort (o formiguer) (Estival)
- Colom roquer (o colom domèstic) (Sedentària)
- Corb (Sedentària)
- Corb marí emplomallat (Accidental)
- Corb marí gros (Hivernant)
- Cornella negra (o corbes) (Sedentària)
- Corriol petit (o corriolet, o picaplatges petit, o tiroril·lo menut) (Estival / De pas)
- Corriol pit-roig (o fuell de collar) (Estival / De pas)

Corriolet (o corriol petit)
Corves (o cornella negra)
- Cotoliu (o cogullada petita, o llausetina) (Sedentària)
- Cotorrera de Kramer (Accidental)
- Cotorrera de pit gris (Accidental)
- Cotxa blava (De pas)
- Cotxa cua-roja (De pas)
- Cotxa fumada (Sedentària)
- Cruixidell (Sedentària)

Cubatxos (o cucut reial)
- Cucut (Estival)

Cucut garser (o cucut reial
- Cucut reial (o cubatxos, o cucut garser) (Estival)
- Cuereta blanca (o pastorella) (Sedentària)
- Cuereta groga (o teuladí) (De pas)
- Cuereta torrentera (Sedentària)

Cul blanc (o còlit gris)
Cul blanc (o còlit ros)
Culblanc (o Oreneta cuablanca)

## D
Daurada (o fredeluga, o somiafreds)
- Duc (Sedentària)
- Durbec (o pinyoner) (Hivernant)

## E
- Enganyapastors (o escloper) (Estival)

Escloper (o enganyapastors)
Escloper (o siboc)
- Escorxador (o capsot d'esquena roja, o capsigrany roig) (Estival)
- Esmerla (Hivernant)
- Esparver cendrós (o arpella cendrosa, o arpellot cendrós) (Estival / De pas)
- Esparver (o astoret) (Sedentària)
- Esplugabous (Accidental)
- Estornell negre (Sedentària) / (Hivernant)
- Estornell vulgar (Sedentària)

## F
- Faisà (Sedentària)

Falcillot (o falciot negre, o falsilla)
- Falciot negre (o falcillot, o falsilla) (Estival)
- Falciot pàl·lid (Accidental)
- Falcó cama-roig (De pas)
- Falcó de la reina (o falcó marí) (Estiuejant)

Falcó marí (o falcó de la reina)
- Falcó mostatxut (Estival)
- Falcó pelegrí (Sedentària)

Falconet (o xoriguer comú)
Falsilla (o falciot negre)
Falzia reial (o ballester)
Ferreret (o ferrerolet, o mallerenga blava)
Ferrerico de capell (o capellanet, o mallerenga emplomallada)
Ferrerolet (o ferreret, o mallerenga blava)
- Flamenc (Accidental)

Formiguer (o colltort)
- Fotja vulgar (Accidental)
- Fredeluga (o daurada, o somiafreds) (Accidental) / (Hivernant)

Fuell de collar (o corriol pit-roig)
- Fumarell carablanc (Accidental)
- Fumarell negre (Accidental)

## G
- Gafarró (Sedentària)
- Gaig (Sedentària)
- Gaig blau (De pas)

Gaig botxí (o botxí meridional, o margassó)
- Gall fer (Sedentària)

Gallineta (o polla d'aigua)
- Gamarús (o cabrota, o xibeca) (Sedentària)
- Gamba roja vulgar (De pas)
- Gamba verda (De pas)
- Ganga (o perdiu de garriga) (Sedentària)
- Garsa (Sedentària)
- Garsa de mar (Accidental)
- Gavià argentat (Estival / Hivernant)
- Gavià fosc (De pas)
- Gavina capnegra (Accidental)
- Gavina menuda (Accidental)
- Gavina vulgar (Accidental)
- Gavineta de tres dits (Accidental)
- Gotlla (o guatlla) (Estival)
- Gralla (Sedentària)
- Gralla de bec groc (Sedentària)
- Gralla de bec vermell (Sedentària)
- Grasset de muntanya (Estival) / (Hivernant)

- Gratapalles (o sit golanegre) (Sedentària)
- Griva (Sedentària)
- Griva cerdana (Hivernant)

- Grua (o grulla) (De pas)

Grulla (o grua)
Guatlla (o gotlla)
- Guatlla maresa (o rei de guatlles) (Accidental)

## H
- Hortolà (o sit groc) (Estival)

Hortolà cellard (o cip cip, o hortolà negre, o sit negre)
Hortolà negre (o cip cip, o hortolà cellard, o sit negre)

## L
Llausetina (o cotoliu, o cogullada petita)
- Llucareta (Sedentària) / (Hivernant)
- Lluer (Hivernant) / (Estival)

## M
- Mallerenga blava (o ferreret, o ferrerolet) (Sedentària)
- Mallerenga carbonera (o primavera) (Sedentària)
- Mallerenga cuallarga (Sedentària)
- Mallerenga emplomallada (o capellanet, o ferrico de capell) (Sedentària)
- Mallerenga petita (Xinxarrella) (Sedentària)
- Margassó (o botxí meridional, o gaig botxí)
- Martinet blanc (Accidental)
- Martinet de nit (De pas)
- Martinet menut (Accidental)
- Martinet ros (Accidental)
- Mastegatatxes (o papamosques) (De pas)
- Merla (Sedentària)
- Merla blava (Sedentària)
- Merla d'aigua (o aigüerola)
- Merla de pit blanc (Estival / Sedentària)
- Merla roquera (o roquera) (Estival)
- Meuca (o mussol comú)

Meuca (o xot femella)
- Milà negre (Estival / De pas)
- Milà reial (Estival / De pas)
- Morell de cap roig (Accidental)
- Morell de plomall (Accidental)
- Morell xocolater (Accidental)
- Mosquiter comú (o musquetera) (Sedentària) / (Hivernant)
- Mosquiter de passa (De pas)
- Mosquiter pàl·lid (Estival)
- Mosquiter xiulaire (De pas)

Musquereta (o Mosquiter comú)
- Mussol banyut (Sedentària)
- Mussol comú (o meuca, o xot petit) (Sedentària)
- Mussol emigrant (o mussol gros) (Accidental)

Mussol gros (o Mussol emigrant)

## O
- Oca vulgar (Accidental)
- Òliba (o xòliba) (Sedentària)
- Oreneta (o oreneta campestre) (Estival)

Oreneta campestre (o Oreneta)
- Oreneta cuablanca (o culblanc) (Estival)
- Oreneta cua-rogenca (Estival)
- Oreneta de ribera (Estival)
- Oriol (Estival)

## P
Papamosques (o mastegatatxes)
- Papamosques gris (Estival)
- Pardal comú (Sedentària)
- Pardal d'ala blanca (Hivernant)
- Pardal de bardissa (Sedentària) / (Hivernant)
- Pardal roquer (o pardal torrogà) (Sedentària) / (Hivernant)

Pardal torrogà (o pardal roquer)
- Pardal xarrec (Sedentària)
- Passerell comú (o passerell roig) (Sedentària)

Pastorella (o cuereta blanca)
- Pela-roques (Sedentària) / (Hivernant)
- Perdiu blanca (o perdiu de neu) (Sedentària)

Perdiu de garriga (o ganga)
- Perdiu roja (Sedentària)
- Perdiu xerra (Hivernant)

Picapinyes (o Trencapinyes)
Picaplatges petit (ocorriol petit)
Pica-soques (o raspinell comú)
- Pica-soques blau (o puja-soques) (Sedentària)
- Picot garser gros (o pigot) (Sedentària)
- Picot garser petit (Accidental)
- Picot negre (Sedentària)

Picot terrer (o abellerol)
- Picot verd (Pigot verd) (Sedentària)

Pigot (o picot garser gros)
Pigot verd (o picot verd)
- Pinsà borroner (Sedentària) / (Hivernant)
- Pinsà comú (Sedentària)
- Pinsà mec (Hivernant)

Pinyoner (o durbec)
- Pit-roig (Sedentària)

Piula (o tallarol emmascarat)
- Piula dels arbres (o rulls) (Estival)
- Polit cantaire (Accidental)

Polla bruna (o becada)
- Polla d'aigua (o gallineta) (Sedentària)
- Polla pintada (Accidental)

Primavera (o mallerenga carbonera)
Puja-soques (o pica-soques blau)
- Puput (o put-put) (Estival)
Put-put (o puput)

## R
- Rascló (Estival / Hivernant / De pas)
- Raspinell comú (o pica-soques) (Sedentària)
- Raspinell pirinenc (Sedentària)

Rei de guatlles (o guatlla maresa)
- Reietó (Hivernant) / (Estival)
- Repicatalons (Hivernant)

Roquera (o merla roquera)
- Roquerol (o roquerol de roca) (Estival / Sedentària)

Roquerol (o Oreneta cuablanca)
Roquerol de roca (o Roquerol)
- Rossinyol (Estival)
- Rossinyol bord (Estival) / (Sedentària)

Rossinyol d'aigua (o balquer)
Rulls (o piula dels arbres)

## S
- Siboc (o escloper) (Estival)
- Sisó (Accidental)

Sit golanegre (o gratapalles)
- Sit groc (o hortolà)
- Sit negre (o cip cip, o hortolà negre, o hortolà cellard) (Sedentària)

Somiafreds (o fredeluga)

## T
- Tallareta cuallarga (Sedentària)
- Tallareta vulgar (Estival)
- Tallarol capnegre (Sedentària)
- Tallarol de casquet (Estival)
- Tallarol de garriga (Estival)
- Tallarol emmascarat (o piula) (Estival)
- Tallarol gros (Estival)
- Teixidor (Estival)
- Terrerola vulgar (Estival)
- Territ becllarg (Accidental)
- Territ menut (o territona) (Accidental)
- Territ variant (Accidental)

Territona (o territ menut)
Teuladí (o cuereta groga)
Tiril·liro menut (o corriol petit)
- Titella (Hivernant)
- Tord ala-roig (Hivernant)
- Tord comú (Sedentària) / (Hivernant)
- Torlit (o xarlot d'ulls grocs) (De pas)

Torta (o tórtora, o tortra)
- Tórtora (o torta, o tortra) (Estival)
- Tórtora turca (Sedentària)

Tortra (o tórtora, o torta)
- Trencalòs (Sedentària)
- Trencapinyes (o picapinyes) (Sedentària) / (Hivernant)
- Trist (Estival / Sedentària)
- Trobat (Estival)
- Tudó (Sedentària)

## V
- Valona (Accidental)
- Verderola (Estival) / (Hivernant)

- Verdum (Estival)
- Voltor comú (Sedentària)

Voltor egipci (o aufrany)
- Voltor negre (Sedentària)

Voltor petit (o aufrany)

## X
Xarlot d'ulls grocs (o torlit)
- Xarrasclet (De pas)
- Xarxet comú (De pas) / (Hivernant)
- Xatrac becllarg (Accidental)
- Xatrac comú (Accidental)
- Xibec (Accidental)

Xibeca (o cabrota, o Gamarús)
- Xinxarrella (o mallerenga blava)
- Xinxarrella (o mallerenga carbonera)

Xinxarrella (o mallerenga petita)
Xitxarra dels matolls (o balquer)
- Xivita (De pas) / (Hivernant)
- Xivitona (Estival / De pas)
- Xixella (Estival / Sedentària)

Xòliba (o òliba)
- Xoriguer comú (o falconet) (Sedentària)
- Xoriguer petit (Estival)
- Xot (Estival)
- Xot petit (o mussol comú)

Xut (o xot (mascle)